# Majna
Majna (in russo Майна?) è un villaggio operaio della Russia europea, situato nell'oblast' di Ul'janovsk. È il centro amministrativo del rajon Majnskij.
Si trova 75 km a sud-ovest di Ul'janovsk.